# علی‌اکبر فراهانی
علی‌اکبر فراهانی معروف به آقا علی‌اکبر (زادهٔ ۱۲۳۶  فراهان – درگذشتهٔ ۱۲۷۸ قمری)، یکی از برجسته‌ترین نوازندگان دربار ناصرالدین شاه و استاد نواختن تار بود.
داریوش پیرنیاکان معتقد است او در اوایل دوران «ناصرالدین‌شاه» به درخواستِ «امیرکبیر» همراه با خانواده اش از فراهان به تهران آمد. خاندان وی به «خاندان هنر» معروف است به این دلیل که بنیان‌گذاری و تکوین ردیف هفت دستگاه موسیقی ایرانی را منسوب به آنان می‌دانند.
از دوران صفویه تا آمدن وی به دربار، اطلاع زیادی از موسیقی دستگاهی به جا نمانده‌است. آقا علی‌اکبر از جمله نوازندگانی بود که به آهنگ‌ها و دستگاه‌های موسیقی قدیم آشنایی داشت و در زمینه نوازندگی سرآمد عصر خویش بود. عارف قزوینی در دیوان خود به او اشاره کرده و می‌نویسد: آقا علی‌اکبر بی‌اندازه مورد تشویق و محبت شاه بوده به طوری که اغلب وقت را در مصاحبت شاه گذرانیده و او را از نغمات عالی و بی‌نظیرِ ساختهٔ خود، سرمست نگاه می‌داشته‌است. از عجایب اینکه درجه و میزان هنر استاد به حدی بود که کسی را یارای مخالفت یا جرأت حسادت با او نبوده و اخلاقاً هم طوری با اطرافیان شاه می‌زیسته که محبوب همه واقع و مورد توجه عموم قرار گرفته بود. از سیمای وی نقاشی ای در دست است که در سال ۱۸۵۶ میلادی برابر با ۱۲۷۳ قمری، رسم شده که به گفته خالقی در آن زمان وی باید ۴۰ یا ۴۵ ساله می‌بوده باشد.
آقا حسینقلی فراهانی و میرزا عبدالله فراهانی هر دو از نوازندگان به نام تار، پسران او بودند که سنت او را زنده نگه داشته و به شاگردانِ خود منتقل کردند و خود این شاگردان نیز موسیقی‌دانان و نوازندگانِ موسیقی سنتی نسل بعد را تربیت کردند. وی همچنین پدربزرگ علی‌اکبر شهنازی نوازنده سرشناس تار است. از وی در موزه مفاخر استان مرکزی یاد شده‌است. همچنین در سفرنامه پولاک و در کتاب «سه سال در ایران» ژوزف آرتور گوبینو از او به عنوان بهترین نوازندهٔ تار یاد شده‌است. نقل شده‌است که پس از نماز شب یکی از سوره‌های قرآن را می‌نواخته که شنوندگان تشخیص داده‌اند سوره یس بوده‌است. برخی معتقدند، آقا علی‌اکبر زاده منطقه فراهان است ولی در مورد زندگی وی پیش از آمدن به تهران اطلاعی در دست نیست. همچنین روشن نیست که وی موسیقی را از کجا فرا گرفته‌است. 

## زندگی هنری
علی‌اکبر فراهانی قدیمی‌ترین نوازندهٔ تار است که از او در کتب اسم برده شده‌است.

## زندگی شخصی
به گفتهٔ جواد عبادی (نوهٔ علی‌اکبر فراهانی و پسر میرزا عبدالله)، علی‌اکبر فراهانی فرزند شخصی به نام «شاه ولی» بود.
علی اکبر فراهانی صاحب سه پسر بود: حسن، عبدالله، و حسینقلی. حسن هنرمندی برجسته بود اما در جوانی درگذشت. خود علی‌اکبر فراهانی هم زیاد عمر نکرد و پس از مرگ او، برادرزاده‌اش آقا غلامحسین فراهانی جانشین او در دربار شد و با همسر وی ازدواج کرد و به پسران او ساز نواختن آموخت. آقا حسینقلی و میرزا عبدالله فراهانی در زمان فوت علی‌اکبر کودک بودند و موسیقی را نزد آقا غلامحسین فرا گرفتند.
گفته شده که علی‌اکبر فراهانی خلق و خوی درویشی داشت و به همین دلیل مورد اقبال قشر ظاهرپرست نبود و گمان زده می‌شود که مرگ زودهنگام او نیز به این مسئله مرتبط باشد. گفته می‌شود که شبی پس از آن که از جفای همسایه‌ای دلسرد بوده، به همراه تارش (که «قلندر» نام داشته) به پشت بام می‌رود و مشغول ساز زدن می‌شود و فردا صبح، پیکر درگذشتهٔ او را همانجا در کنار ساز پیدا می‌کنند.